# 华南理工大学化学与化工学院
华南理工大学化学与化工学院（简称：华工化工学院）是华南理工大学下属的理工科学院，成立于2008年1月。

## 历史沿革

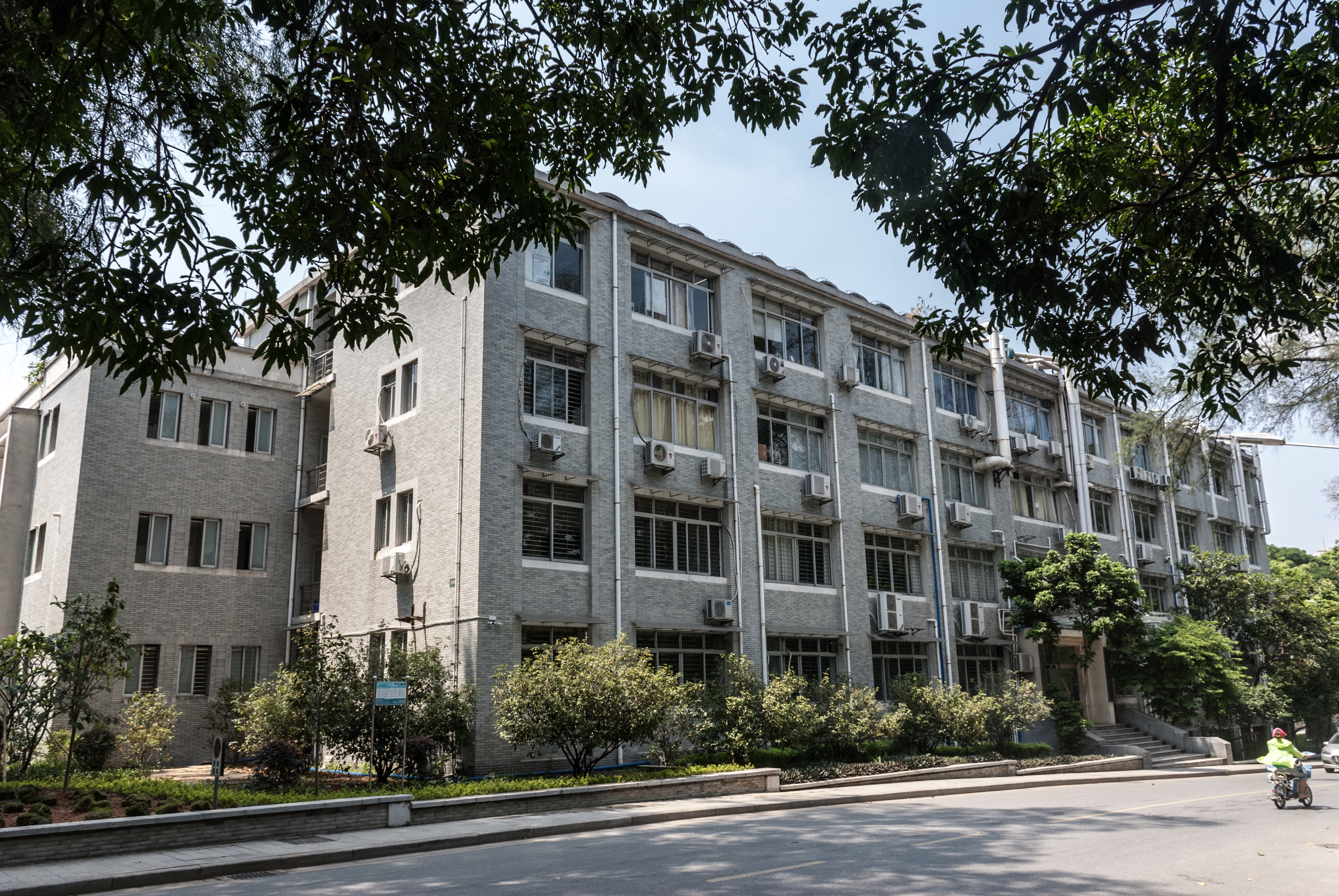
华工13号楼为原化工实验室大楼，现由食品学院使用

化工学院是在2008年1月，由原化工与能源学院与化学科学学院合并组建。
化工系成立于1952年全国院系调整时期，由中南地区几所大学的化工系合并组建而来。1958年8月大跃进时期，华南工学院分出化工系与造纸系，成立华南化工学院；后在1962年8月并入华南工学院。1970年11月，华南工学院的化工类院系与暨南大学化学系合并组建为广东化工学院；后于1978年并回华南工学院。
化学系于1960年创办。1980年代初，在全国率先创办应用化学专业并更名为应用化学系。
1994年，化学工程研究所、化工系、应用化学系和环境研究所合并成立化工学院。2002年，应用化学系从化工学院分出，并入理学院；2004年再从理学院分出，独立为化学科学学院。2004年，化工学院扩展为化工与能源学院。2008年，学校学科调整，将化工与能源学院和化学科学学院合并，组建为现在的化学与化工学院。

## 组织机构
| - 本科教研系 - 化学工程系 - 应用化学系 - 制药工程系 - 能源化学工程系 - 实验平台 - 重点实验室 - 实验中心 - 工程中心 - 教授委员会 - 学术委员会 - 学位评定分委员会 - 教学指导委员会 - 职称评审委员会 - 实验室安全管理委员会 | - 行政部门 - 学院办公室 - 学生工作办公室 - 教师组织 - 学院工会 - 学院教代会 - 关工委 - 学生组织 - 研究生会 - 团委学生会 - 化工安全工程师协会 - 女工程师俱乐部 |

## 学术科研

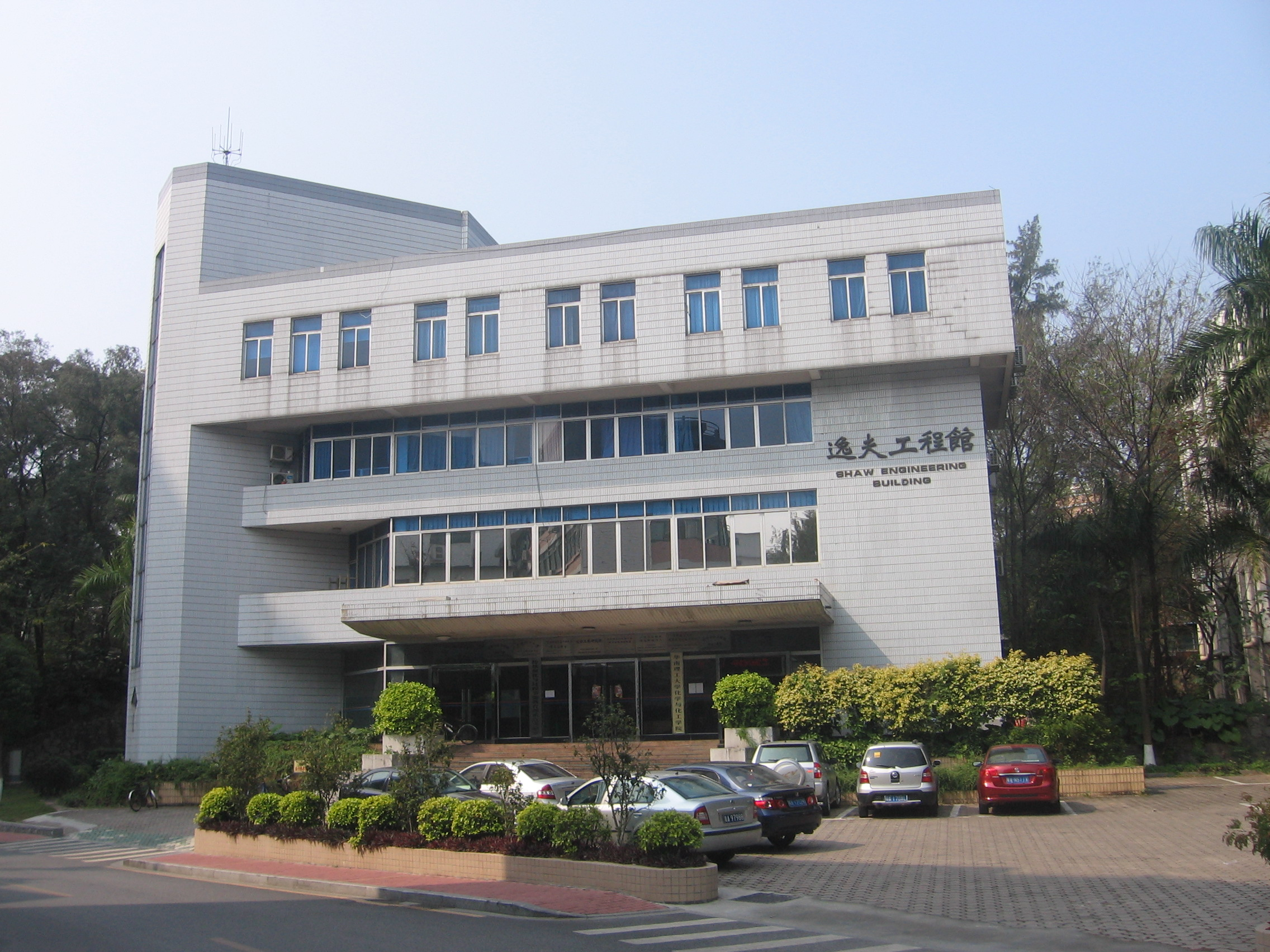
逸夫工程馆为化工学院现时的办公科研大楼

### 学科设置
截至2019年12月，化工学院共有如下的博士后流动站、研究生学位授权点和本科专业：
- 博士后流动站：化学工程与技术、化学
- 研究生硕士、博士学位授权点：
  - 一级学科：化学工程与技术
    - 二级学科：化学工程、应用化学、工业催化、化学工艺、生物化工、能源环境材料、制药工程

  - 一级学科：化学
    - 二级学科：高分子物理化学、无机化学、有机化学、物理化学、分析化学
- 本科专业：化学工程与工艺、制药工程、能源化学工程、应用化学

其中，化学工程为国家重点学科，其在2017年全国第四轮学科评估中获评为排名前5%~10%的A-；化学学科在2016年进入ESI全球排名前1‰，2017年入选“双一流”学科建设名单；化学工程与技术和高分子物理化学为广东省重点学科；本科化学工程与工艺专业为国家级特色专业和国家级一流本科专业建设点，应用化学专业为广东省特色专业和国家级一流本科专业建设点，制药工程专业为省级一流本科专业建设点。

### 科研平台
| - 重点实验室 - 传热强化与过程节能教育部重点实验室 - 绿色化学产品技术广东省重点实验室 - 广东省燃料电池技术重点实验室 - 广东省功能分子工程重点实验室 - 工程中心 - 中德“无机膜用于清洁能源和洁净环境”联合实验室 - 广东省绿色精细化学产品工程技术研究开发中心 - 广东省创新制药工艺与过程控制工程艺术研发中心 - 实验中心 - 化学工程与工艺实验教学中心 - 化工专业实验教学中心 - 化学与化工实验教学中心 | - 学院开发团队 - 膜科学与能源材料研究组 - Alkyne Chemistry Laboratory - 医药工程与结晶控制实验室 - 微纳传热与节能研究中心 - 生物炼制研究中心 - 精细化学工程研究室 - 过程系统工程研究中心 - 绿色化学研究中心 - 生物质资源化工团队 - 天然气技术研究所 |

## 现任领导
截至2022年11月，学院的领导组成为：
- 院长：李映伟
- 党委书记：许国民
- 副院长：楼宏铭、胡建强、余皓、梁振兴
- 党委副书记：刘才刚

## 知名校友
- 政界
  - 成思危（1952级无机化工专业）：中国民主建国会中央委员会前主席，第九、十届全国人民代表大会常务委员会副委员长，“中国风险投资事业之父”[13]
  - 陈孙文（1964级本科化纤专业）：曾任海南省人大常委会副主任、三亚市人民政府市长[14]
  - 陈成（1974级本科无机化工专业）：曾任海口市人民政府市长、海南省政协副主席、党组副书记[15]
  - 陈建军（1986级硕士化学反应工程专业）：广西壮族自治区自然资源厅党组书记、厅长，曾任广西壮族自治区旅游局局长、广西壮族自治区国土资源厅厅长[16]
  - 曾颖如（1992级硕士应用电化学专业）：广东省文化和旅游厅党组副书记、副厅长，广东省文物局局长，曾任共青团广东省委书记、省青联主席[17]
- 企业界
  - 王杏生[註 1]（1963级本科无机化工专业）：泰国王氏宗亲总会理事长，利士中轮胎集团有限公司总裁，三攀化学有限公司董事长 || [18]
- 学界
  - 姜中宏（1952级化工系）：无机非金属材料专家，中国科学院院士，华工材料学院光电通讯材料所所长[19]
  - 党鸿辛（1952级化工系）：材料及机械摩擦、磨损与润滑专家，中国科学院院士，中国科学院兰州化学物理研究所研究员，中国摩擦学学科的开拓者与学术带头人之一[20]
  - 罗和安（1980级硕士化学工程专业）：化学工程专家，曾任湘潭大学校长[21]
  - 邱学青（1987级硕士环境化工专业、1991级博士化学工程专业）：制浆造纸工程专家，加拿大工程院院士，广东工业大学校长，曾任华工副校长、华工广州学院校长[22]

## 备注
1. ↑  在校时用名：王恒生